# Хохлачёв, Александр Игоревич
Александр Игоревич Хохлачёв (род. 9 сентября 1993, Москва) — российский хоккеист, нападающий.
Двукратный обладатель Кубка Гагарина, серебряный призёр молодёжного чемпионата мира 2012 и бронзовый призёр молодёжного чемпионата мира 2013 в составе сборной России.

## Биография
Воспитанник хоккейной школы московского «Спартака», чьим генеральным менеджером до декабря 2012 года был его отец Игорь. Отыграв один сезон в молодёжной команде «Спартака», летом 2010 года уехал в Канаду, где выступал в клубе юниорской лиги OHL «Уинсор Спитфайрз». На драфте НХЛ 2011 года Хохлачёв был выбран «Бостон Брюинз» под 40-м номером.
В 2012 году в составе молодёжной сборной России принял участие в чемпионате мира среди молодёжных команд и завоевал серебряные медали. Провёл на турнире семь матчей, в которых набрал пять (4+1) очков. 26 июня 2012 года вернулся в Россию и присоединился к московскому «Спартаку», в котором провёл первую половину сезона 2012/13.
В 2013 году в составе молодёжной сборной России принял участие в чемпионате мира среди молодёжных команд и завоевал бронзовые медали. Провёл на турнире семь матчей, в которых набрал пять (3+2) очков. По окончании чемпионата мира среди молодёжных команд вернулся в «Уинсор Спитфайрз». По окончании сезона в ОХЛ присоединился к выступающему в АХЛ «Провиденс Брюинз», фарм-клубу «Бостон Брюинз», с которым в 2012 году подписал трёхлетний контракт новичка. 13 апреля 2014 года был вызван из фарм-клуба в состав «Бостона» и провёл свой первый матч в НХЛ против «Нью-Джерси Девилз».
За три года, проведённых в АХЛ, не смог закрепиться в основном составе «Бостона» и летом 2016 года вернулся в КХЛ, подписав двухлетний контракт со СКА. В составе питерского клуба стал обладателем Кубка Гагарина, сыграв 9 матчей в плей-офф. Перед сезоном 2017/18 Хохлачёв вернулся в родной «Спартак» и помог команде впервые с 2011 года пробиться в плей-офф, став лучшим бомбардиром и лучшим снайпером команды. 6 мая 2019 года Хохлачёв заключил новый двухлетний контракт со «Спартаком».
3 мая 2020 года «Спартак» и омский «Авангард» произвели обмен, по итогам которого в клуб из Омска отправился Хохлачёв, а состав «Спартака» пополнил форвард Сергей Широков. В сезоне 2020/21 сыграл 59 матчей и набрал 34 (11+23) очка при показателе полезности «+16». В плей-офф он сыграл 23 матча, набрал пять (1+4) очков при показателе полезности «+2» и выиграл во второй раз в своей карьере Кубок Гагарина. 3 мая 2021 года покинул «Авангард».
15 июня 2021 года снова стал игроком московского «Спартака». 29 декабря 2021 года продлил контракт с клубом на два сезона, до 30 апреля 2024 года. 26 сентября 2022 года стал лучшим бомбардиром «Спартака» в КХЛ, набрав 178 очков и тем самым обогнав Штефана Ружичку. 16 ноября 2022 года в матче против «Северстали» отдал свою 113-ю голевую передачу за «Спартак» и вышел на чистое первое место в списке лучших ассистентов в истории клуба в КХЛ. 9 февраля 2023 года стал лучшим бомбардиром «Спартака» в КХЛ, забросив свою 91-ю шайбу за клуб и тем самым обогнав Штефана Ружичку.
29 августа 2023 года, в результате обмена на Артёма Гуменюка и денежную компенсацию, перешёл в состав клуба «Амур». Стоимость трансфера составила около 50 миллионов рублей. 15 ноября 2024 года «Амур» и Хохлачёв расторгли контракт по обоюдному согласию сторон. Всего за клуб провёл 87 матчей, в которых набрал 30 (10+20) очков. 18 ноября 2024 года на правах свободного агента заключил односторонний контракт до конца сезона 2024/25 с клубом «Сочи». За клуб провёл 42 матча, набрав 17 (7+10) очков и 16 апреля 2025 года покинул «Сочи». 17 июня 2025 года стал игроком «Лады», заключив односторонний контракт на один сезон.

## Статистика
| Легенда | Легенда                    | Легенда | Легенда                   | Легенда | Легенда    |
| ------- | -------------------------- | ------- | ------------------------- | ------- | ---------- |
| И       | Количество проведённых игр | Штр     | Штрафное время            | +/−     | Плюс-минус |
| Г       | Голы                       | П       | Голевые передачи          | О       | Очки       |
| -       | Статистика неизвестна      | —       | Статистика не учитывалась |         |            |